# Larnage
Larnage – miejscowość i gmina we Francji, w regionie Owernia-Rodan-Alpy, w departamencie Drôme.
Według danych na rok 1990 gminę zamieszkiwały 663 osoby, a gęstość zaludnienia wynosiła 73 osób/km² (wśród 2880 gmin regionu Rodan-Alpy Larnage plasuje się na 1011. miejscu pod względem liczby ludności, natomiast pod względem powierzchni na miejscu 1195.).